# البلق (ملحان)

تعديل مصدري - تعديل

البلق هي إحدى قرى عزلة باحش بمديرية ملحان التابعة لمحافظة المحويت، بلغ تعداد سكانها 246 نسمة حسب تعداد اليمن لعام 2004.